# Рій (серіал)
Рій (нім. Der Schwarm) — німецький науково-фантастичний телесеріал спільного виробництва режисерів Барбари Едер, Люка Вотсона та Філіпа Штельцля. Створений за однойменним романом Френка Шетцінга, серіал зображує боротьбу людства проти невідомого ройового розуму, який живе в морських глибинах.
Світова прем'єра фільму з орієнтованим бюджетом €40 million (найдорожчий німецький телевізійний проєкт (виробленим англійською мовою) за весь час) відбулася на 73-му Берлінському міжнародному кінофестивалі в серії Берлінале 19 лютого 2023 року, де перші 3 епізоди з 8 були показані поза конкурсом.
Рій доступний для трансляції на ZDF з 1 березня 2023 року та також, на RAI, France Télévisions, Viaplay, Movistar, ORF, SRF і Hulu Japan — з березня 2023 року. В Австралії серіал демонструється з 7 червня 2023 року на потоковому сервісі Binge. Права на розповсюдження в США були продані The CW у травні 2023 року.

## У ролях

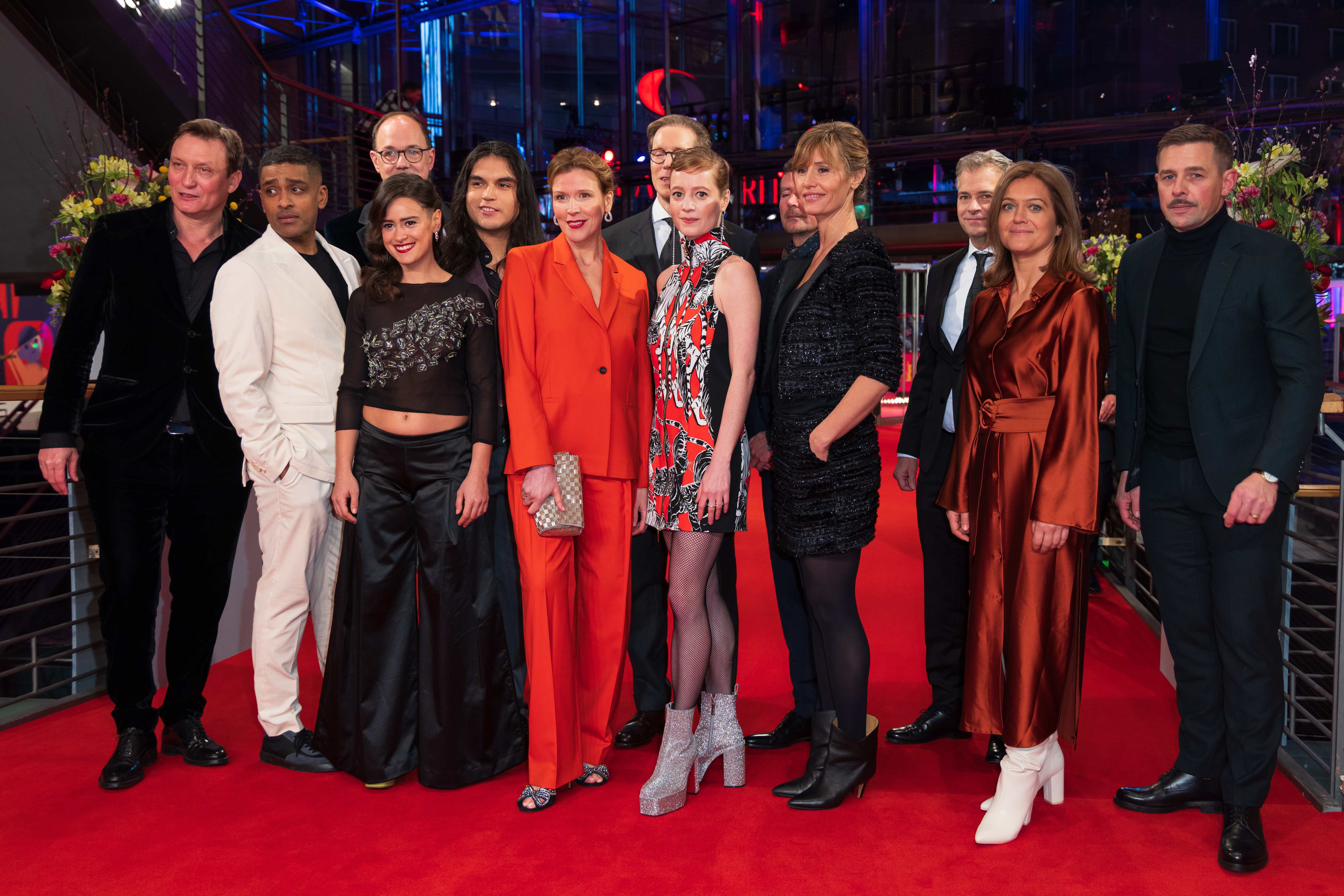
Команда фільму Рій на червоній доріжці Берлінале 2023

- Сесіль де Франс — лікарка Сесіль Рош
- Олександр Карім — лікар Сігур Йогансон
- Леоні Бенеш — Чарлі Вагнер
- Джошуа Оджік — Леон Анавак
- Такуя Кімура — Айто Міфуне[7]
- Кріста Косонен -Тіна Лунд
- Розабелл Лоренті Селлерс — Алісія Делавер
- Барбара Зукова — професор Катаріна Леман
- Кім Муса — Месулі
- Олівер Мазуччі — капітан Джаспер Албан
- Шерон Данкан-Брюстер — Саманта Кроу
- Клаудія Юрт — доктор Наталія Олів'єра
- Карі Корбетт — Іона
- Джек Грінліз — Дуглас Маккіннон
- Лідія Вілсон — Сара Томпсон
- Такехіро Хіра — Ріку Сато
- Клаас Хойфер-Умлауф — Лютер Росковіц
- Ейдін Джалалі — Рахім Амір
- Франциска Вайс — Софія Гранеллі
- Андреа Го — Джесс
- Девід Вормвег — Томас
- Датч Джонсон — Джек Грейвовлф О'Беннон

## Виробництво

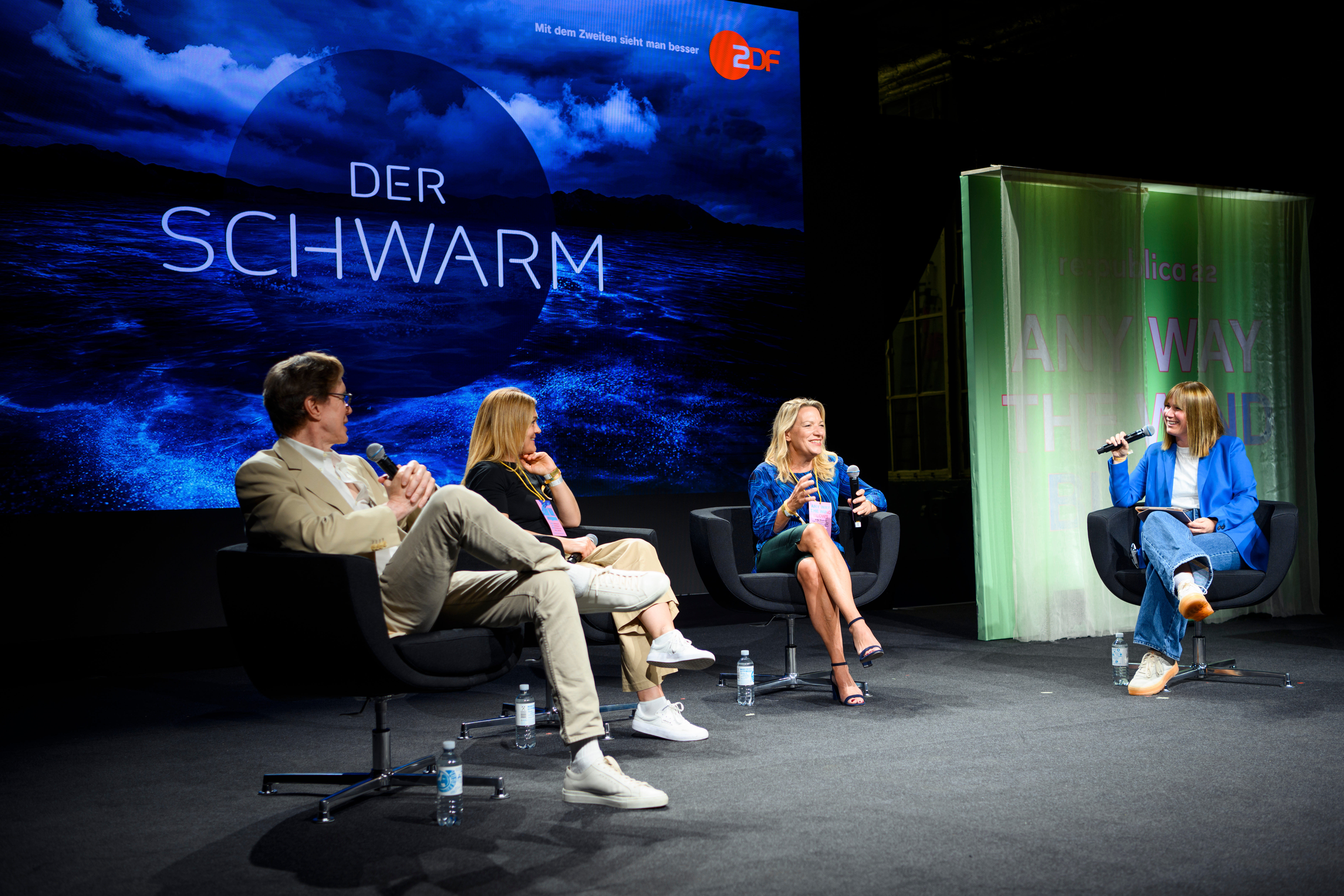
Команда продюсерів на re: publica 2022

У 2020 році в Каннах, в рамках Міжнародного ринку телевізійних програм (MIPTV), Френк Долґер оголосив, що його наступний серіал «Рій» буде екранізацією роману «Рій» Френка Шетцінга. Серіал створила компанія ZDF у рамках Європейського альянсу з France Télévisions і RAI, а також у спільному виробництві з ORF, SRF, Viaplay Group та Hulu Japan, які створили спільне підприємство «Schwarm TV Productions GmbH & Co KG». Серіал є першим проєктом Intaglio Films під керівництвом Доелгера, спільного підприємства, створеного в 2019 році німецькою виробничою компанією Beta Film та ZDF Enterprises.
Кастинг-директор Роберт Стерн підібрав таких акторів з різних країн: Сесіль де Франс, Шерон Данкан-Брюстер, Джека Грінліза, Лідію Вілсон, Крісту Косонен, Олександра Каріма, Леоні Бенеш та німецьку зірку Барбару Сукову з японськими акторами Такуя Кімура та Такехіро Хіра. У серіалі також знімаються американські актори Розабелл Лауренті Селлерс і Датч Джонсон, а також канадець Джошуа Оджік.
Сценарій написали Стівен Лаллі, Маріса Лестрейд, Кріс Лант та Майкл А. Вокер, консультуючись з експертами, такими як дослідник полярних і морських глибин, професор Антьє Боетьюс з Інституту Альфреда Вегенера та доктор наук, професор Джон Коплі, відомий дослідник океану з Університету Саутгемптона. Режисерами серіалу виступили Барбара Едер, Люк Вотсон та Філіп Штельцль.
Знімання розпочали 7 червня 2021 року в Італії та Бельгії. Фінальні сцени серіалу були зняті на підводній студії €23 million на околиці Брюсселя.

## Епізоди

### 1-й сезон
| № серії | Назва серії | Режисер(и)     | Сценарист(и)                                                             | Оригінальна дата виходу |
| ------- | ----------- | -------------- | ------------------------------------------------------------------------ | ----------------------- |
| 1       | «Епізод 1»  | Люк Ватсон     | Френк Шетцінг, Стівен Леллі, Марісса Лестрейд, Майкл А. Вокер, Кріс Лунт | 22 лютого 2023          |
| 2       | «Епізод 2»  | Люк Ватсон     | Френк Шетцінг, Кріс Лант, Стівен Леллі, Марісса Лестрейд, Майкл А. Вокер | 22 лютого 2023          |
| 3       | «Епізод 3»  | Барбара Едер   | Френк Шетцінг, Стівен Леллі, Марісса Лестрейд, Майкл А. Вокер, Кріс Лунт | 22 лютого 2023          |
| 4       | «Епізод 4»  | Барбара Едер   | Френк Шетцінг, Стівен Леллі, Марісса Лестрейд, Майкл А. Вокер, Кріс Лунт | 1 березня 2023          |
| 5       | «Епізод 5»  | Барбара Едер   | Френк Шетцінг, Стівен Леллі, Марісса Лестрейд, Майкл А. Вокер, Кріс Лунт | 1 березня 2023          |
| 6       | «Епізод 6»  | Барбара Едер   | Френк Шетцінг, Стівен Леллі, Марісса Лестрейд, Майкл А. Вокер, Кріс Лунт | 1 березня 2023          |
| 7       | «Епізод 7»  | Філіп Штельцль | Френк Шетцінг, Стівен Леллі, Марісса Лестрейд, Майкл А. Вокер, Кріс Лунт | 8 березня 2023          |
| 8       | «Епізод 8»  | Філіп Штельцль | Френк Шетцінг, Стівен Леллі, Марісса Лестрейд, Майкл А. Вокер, Кріс Лунт | 8 березня 2023          |

## Подальші перспективи
В інтерв'ю Барбара Едер підтвердила, що вже є ідеї для розробки другого сезону, але їх реалізація ще має бути вирішена після того, як будуть оцінені результати демонстрація першого сезону.

## Рецепція
Майк Маккегілл у рецензії для Variety зазначив, що серіал надзвичайно простий і доступний. Маккегілл висловив думку: «Його розсольна м'якоть, взята з роману Френка Шетцінга 2004 року, розпалює страхи глядачів перед можливим екологічним крахом і тим, що може ховатися для всіх нас під водними глибинами планети».
Серіал увійшов до списку шести міжнародних драм, які варто переглянути у 2023 році, опублікованого Deadline Hollywood. Олівер Армкнехт у рецензії для film-rezensionen.de оцінив серіал у 5 балів із 10, розкритикувавши візуальні ефекти. На завершення Армкнехт написав: «Глобальну загрозу можна відчути лише в кількох місцях. Якщо ви не знаєте історії, ви можете бути здивовані дивними явищами, принаймні спочатку — особливо тому, що деякі атаки рою з моря дійсно підступні.»